# Helina nigriquadrum
Helina nigriquadrum är en tvåvingeart som beskrevs av Xue och Zhao 1989. Helina nigriquadrum ingår i släktet Helina och familjen husflugor. Inga underarter finns listade i Catalogue of Life.